# 大館放送
大館放送株式会社（おおだてほうそう）は、秋田県大館市の一部地域を放送区域として超短波放送（FM放送）を営む特定地上基幹放送事業者である。おおだてエフエムは、同社が保有する特定地上基幹放送局の呼出名称ある。
ラジオおおだての愛称でコミュニティ放送を行っている。

## 概要
秋田県内で7番目、秋田県北部では鹿角きりたんぽFMに次いで2番目のコミュニティFM局として開局。
事業所と放送局は、大館ゴルフセンター（大館市釈迦内）敷地内に設置。
ラジオおおだてのロゴは赤をイメージカラーとし左上の◢は秋田犬の耳、右下の▲は鳳凰山、それらに囲まれた大館を太陽●が見守ってる構図である。
市民共創で、大館の「安心」「希望」「意欲」を未来に繋ぎますを理念としている。
当初は2020年11月の開局予定だったが、アンテナなど機材設備の準備が遅れたため、2021年1月17日に本放送を開始。同時にリスラジでもサイマル放送を開始した（現在はFM++での配信に切り替わっている）。
主な放送内容は、同市の天気やイベント、交通と防災など生活情報を中心にし、番組に出演するパーソナリティーは市民が中心。地域密着メディアとして地域活性化を目指す。
また、全国的にも珍しい地元の大館市立北陽中学校の生徒が生放送番組のパーソナリティを務める番組もある。
開局翌日の2021年1月18日から秋田魁新報の情報ひろば欄に当日の番組表が掲載されている。北鹿新聞のラジオ欄にも当日の番組表が掲載されている。
秋田県コミュニティ放送連絡協議会に加盟している。
2025年10月末をもって放送業務を終了、閉局する予定。同時にFM++での配信も終了する。

## 沿革
- 2020年6月11日 - 総務省東北総合通信局より予備免許を受ける[2]。
- 2020年12月23日 - 東北総合通信局より本免許[3]。
- 2021年1月17日 - 午前10時 本放送開始。リスラジでのサイマルラジオ配信も同日に開始。開局記念番組を放送。
- 2022年7月20日 - FM++での配信開始。
- 2022年8月3日 - 8月13日までは大雨による災害情報を随時放送。

## 主な番組
- 館あきらの世界（月 - 金 4:00 - 6:00）
- グッドモーニングおおだて（月・水・金 7:00 - 8:00）
- おおだて日和（月 - 金10:00 - 12:00）
- イブニングおおだて（月曜 - 金曜 17:00 - 17:55、水曜の北陽中学校生徒出演のみ再放送・月曜 13:00 - 14:00、土曜 14:00 - 15:00、日曜 16:00 - 17:00）
- 峠立矢のおおだて郷土物語（月曜 12:00 - 12:15、再放送・月曜 18:15 - 18:30、水曜 18:15 - 18:30、日曜 12:00 - 12:15）
- Miso Style（火・木 12:00 - 12:15、再放送・火曜 18:15 - 18:30、木曜 18:15 - 18:30、土 11:15 - 11:30、日曜 12:15 - 12:30）
- かだる!子育てラジオ（毎月第1、第3火曜 15:30 - 16:00、再放送・木曜 12:00 - 13:00、土曜 10:00 - 11:00）
- ばあちゃんの散歩道（水曜 12:00 - 12:15、再放送・土曜 11:45 - 12:00）
- 木漏れ日のSDGｓカフェ（金曜 12:00 - 12:15、再放送・金曜 18:15 - 18:30）
- 大館くらしの情報（市広報番組、14:55、17:55、23:55）
- 私の音楽帳（火曜 19:00 - 20:00、再放送・月曜 8:00 - 9:00、木曜・土曜 13:00 - 14:00）
- 伊藤ルイの音と旅する(金曜 19:00 - 20:00、再放送・日曜 20:00 - 21:00）
- 歌の力に魅せられて（金曜 20:00 - 21:00）
- おおだてdeスポーツ（土曜 11:00 - 11:15、再放送・水曜のおおだて日和内で放送）
- 輝け!ブラスバンド（土曜 11:00 - 11:45、再放送・月曜 - 水曜、金曜 12:30 - 13:00、月曜 - 金曜 18:30 - 19:00）
- バーディーングリーンミュージック勝手にヒットソング（土曜 12:00 - 13:00、再放送・月曜 19:00 - 20:00、水曜 13:00 - 14:00）[4]
- まじぇこじぇ音楽（日曜 10:00 - 11:00）
- 日活クラブ我が北秋田（日曜 11:00 - 12:00、再放送・火曜 13:00 - 14:00、水曜 8:00- 9:00、19:00）
- おおだて学びの時間（おおだて日和・月曜 - 金曜 10:40頃 - 、再放送・日曜 12:30 - 13:45、月曜 - 金曜 18:00 - 18:15、火曜 8:00 - 9:00、木曜 19:00 - 20:00）

放送日程
- それ以外の時間帯はミュージックバードの番組を放送。

## 終了した番組
- FMおおだて落語一席（日曜 9:00 - 10:00）